# آقای پرسیوال
آقای پرسیوال (۱۹۷۶ – ۲ سپتامبر ۲۰۰۹) یک پلیکان استرالیایی بود که به خاطر حضورش در فیلم استرالیایی پسر طوفان در سال ۱۹۷۶ مورد توجه قرار گرفت. او یکی از سه پلیکان آموزش‌دیدۀ مورد استفاده در این فیلم بود که بر پایۀ رمانی به همین نام محصول ۱۹۶۴ ساخته شد. او در آکواریوم مارینلند در ساحل غربی زندگی می‌کرد تا اینکه این مکان در سال ۱۹۸۸ بسته شد. در این زمان آقای پرسیوال را به باغ‌وحش آدلاید منتقل کردند. آقای پرسیوال، با جفت خود، آلتو، پدر هفت جوجه شد که آخرین آنها در سال ۲۰۰۷ متولد شد. او در ۲ سپتامبر ۲۰۰۹ درگذشت.